# Ommata rouperti
Ommata rouperti är en skalbaggsart som beskrevs av Tavakilian och Peñaherrera 2005. Ommata rouperti ingår i släktet Ommata och familjen långhorningar. Inga underarter finns listade i Catalogue of Life.